# بيت آمن

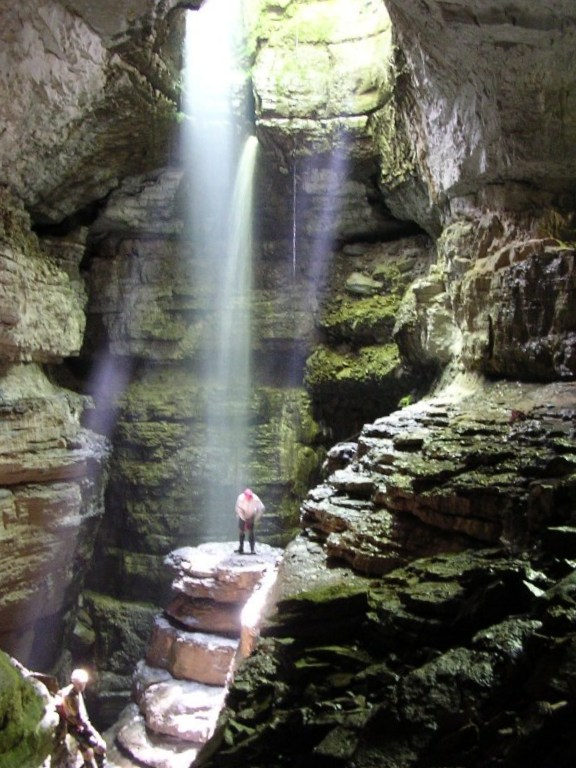
داخل كهف في شمال ألاباما (الولايات المتحدة الأمريكية). في الصورة مستكشفا الكهوف جيمس "خورخي" روبرتس (وسط الصورة) ولورانس نجار (أسفل اليسار).

بيت آمن هو مكان سري للملاذ أو مناسب لاخفاء الناس عن القانون والجهات أو الأعمال المعادية أو من العقاب أو التهديد أو الخطر المتصور.

## الاستخدام التاريخي
قد يشير أيضًا إلى:
- بلغة وكالات إنفاذ القانون والاستخبارات، موقع آمن ومناسب لإخفاء الشهود أو العملاء أو غيرهم من الأشخاص الذين يُنظر إليهم على أنهم في خطر
- مكان يمكن للأشخاص الذهاب إليه لتجنب مقاضاة السلطات لأنشطتهم. وُصف مجمع أسامة بن لادن في أبوت آباد بأنه «منزل آمن».
- مكان يمكن فيه للنشطاء السريين إجراء ملاحظات سرية أو مقابلة عملاء آخرين خلسة [2]
- موقع يوفر فيه شخص بالغ موثوق به أو أسرة أو منظمة خيرية ملاذًا لضحايا العنف المنزلي (انظر أيضًا: مأوى النساء)
- منزل لشخص أو عائلة أو منظمة موثوق بها حيث يمكن لضحايا الحرب و/أو الاضطهاد اللجوء والحصول على الحماية و/أو العيش في الخفاء
- منزل الغرض الوحيد منه هو إجراء مشاريع غير مشروعة. يستخدمه المجرمون لإجراء جوانب مختلفة من أعمالهم، مثل إنتاج أو بيع أو تخزين المنتج.
- حق اللجوء
- لجوء الكنيسة

عادةً ما يتم إخفاء أهمية البيوت الآمنة عن الجميع باستثناء عدد محدود من الأشخاص، من أجل سلامة المختبئين بداخلها.
تسمح العديد من المؤسسات الدينية للفرد بالحصول على ملاذ داخل مكان العبادة وتحترم بعض الحكومات هذا الملاذ ولا تنتهكه.
كانت البيوت الآمنة جزءًا لا يتجزأ من مترو الأنفاق للسكك الحديدية وهي شبكة من مواقع المنازل الآمنة التي تم استخدامها لمساعدة العبيد في الهروب إلى الولايات الشمالية في الولايات المتحدة في القرن التاسع عشر. تم تمييز بعض المنازل بتمثال رجل أمريكي من أصل أفريقي يحمل فانوسًا يسمى «حامل الفانوس». 
كما وفرت البيوت الآمنة ملاذاً لضحايا الاضطهاد النازي ولأفراد أسرى الحرب الفارين.